# Епископ шумадијски Валеријан
Валеријан (световно Василије Стефановић; Лешница код Подриња, 28. јун 1908 — Крагујевац, 23. октобар 1976) био је први епископ шумадијски.

## Биографија
Рођен је у Великој Лешници у Подрињу у трговачкој породици од оца Милорада и мајке Катарине. Његово световно име било је Василије Стефановић. Основну школу завршио је у родном месту, затим шест разреда гимназије у Шапцу 1925, Богословију „Свети Сава“ у Сремским Карловцима 1931, а Богословски факултет у Београду 1935. године. Као студент теологије био је стипендиста епископа банатског др Георгија (Летића). За време свога школовања био је одличан ученик и студент. За суплента Друге мушке гимназије у Београду постављен је 26. децембра 1936. Професорски испит положио је у фебруару 1939. и у том својству остао је све до избора за епископа, у Шестој мушкој гимназији.
Четврте недеље Ускршњег поста, 5. априла 1938. године, игуман Леонтије (Павловић), настојатељ манастира Врдника и вршилац дужности управника Патријаршијског двора, замонашио га је у чину „расе и камилавке“ давши му монашко име Валеријан. На празник Благовести исте године је рукоположен у чин ђакона од викарног епископа сремског Саве (Трлајића), каснијег епископа горњокарловачког. У чин јеромонаха рукоположио га је 1. септембра 1940. викарни епископ моравички Арсеније (Брадваревић), касније митрополит црногорско-приморски.

### Епископ
На ванредном заседању Светог архијерејског сабора, 11. децембра 1940, јеромонах Валеријан је изабран за викарног епископа будимљанског. Хиротонисан је за епископа 26. јануара 1941. у Саборној цркви у Београду. Хиротонију су извршили патријарх српски Гаврило, митрополит кишињевски Анастасије Грибановски, поглавар Руске православне заграничне цркве и епископ тимочки Емилијан Пиперковић. Епископ Валеријан био је последњи епископ Српске православне цркве, чији је избор потврдило Краљевско намесништво у име малолетног краља Петра II.
Епископ Валеријан остао је на положају викарног епископа за све време Другог светског рата бринући за свештенике избеглице и вршећи све остале послове поверене му од патријарха Гаврила. За епископа новоосноване Шумадијске епархије изабран је 20. маја 1947. На том месту био је до своје смрти 23. октобра 1976. године у Крагујевцу.

## Галерија
- Епископ Валеријан
- Одежда епископа Валеријана у Спомен-музеју Парохијског дома у Вранићу
- Гроб епископа Валеријана у Саборној цркви у Крагујевцу